# Elecciones estatales de Guerrero de 2018
Las Elecciones estatales de Guerrero se realizaron el 1 de julio de 2018, simultáneamente con las elecciones federales, y en ellas se renovaron los siguientes cargos de elección popular:
- 46 diputados del Congreso del Estado.  De los cuales 28 son electos por mayoría relativa y 18 por representación proporcional.
- 81 ayuntamientos. Compuestos por un presidente municipal, un síndico y sus regidores, electos para un periodo de tres años no reelegibles para el periodo siguiente.

## Resultados electorales

### Congreso del Estado de Guerrero
|  | 31.78 % |

|  | 19.29 % |

|  | 16.06 % |

|  | 5.83 % |

|  | 4.59 % |

|  | 4.22 % |

|  | 3.68 % |

|  | 2.09 % |

|  | 1.99 % |

|  | 1.11 % |

|  | 0.90 % |

|  | 0.69 % |

|  | 0.63 % |

|  | 0.59 % |

|  | 0.15 % |

|  | 6.31 % |

|  | 100 % |

### Ayuntamientos
|  | 23.99 % |

|  | 22.81 % |

|  | 18.73 % |

|  | 6.60 % |

|  | 4.90 % |

|  | 4.59 % |

|  | 4.34 % |

|  | 2.10 % |

|  | 1.74 % |

|  | 1.20 % |

|  | 1.18 % |

|  | 0.87 % |

|  | 0.64 % |

|  | 0.61 % |

|  | 0.52 % |

|  | 94.94 % |

|  | 5.06 % |